# Relatos Selvagens
Relatos Selvagens (em castelhano:  Relatos Salvajes) é um filme hispano-argentino de 2014, dos gêneros drama, comédia e suspense, dirigido por Damián Szifron e protagonizado por Rita Cortese, Ricardo Darín, Nancy Dupláa e Dario Grandinetti.
O filme foi selecionado para o Palma de Ouro o prêmio de maior prestígio do Festival de Cinema de Cannes. Também foi indicado para o Oscar de melhor filme estrangeiro da edição de 2015.

## Sinopse
Diante de uma realidade crua e imprevisível, os personagens deste filme caminham sobre a linha tênue que separa a civilização da barbárie. Uma traição amorosa, o retorno do passado, uma tragédia ou mesmo a violência de um pequeno detalhe cotidiano são capazes de empurrar estes personagens para um lugar fora de controle.
Relatos selvagens é uma antologia composta por seis histórias independentes ligadas por seu assunto. Originalmente, cada um era uma história curta, mas quando Szifron colocou juntos em um único volume, advertiu que eles estavam ligados por um conjunto de questões que lhes deu unidade e coesão.

## Elenco
- Leonardo Sbaraglia como Diego Iturralde
- Rita Cortese como Cozinheira[4]
- Ricardo Darín como Simon Fisher[4]
- Nancy Dupláa como Victoria[4]
- Darío Grandinetti como Salgado[4]
- Oscar Martinez como Mauricio[4]
- Osmar Núñez como Advogado[4]
- Maria Onetto como Helena[4]
- Érica Rivas como Romina[4]